# Капский пастушок
Капский пастушок (лат. Rallus caerulescens) — вид птиц из семейства пастушковых. Подвидов не выделяют.

## Распространение
Обитают в Африке южнее Сахары.

## Описание
Длина тела 27-28 см; самец весит 146—205 г, самка 120—170 г. Безузорчатая, темно-бордово-коричневая верхняя сторона тела является уникальным признаком в пределах рода. Голова и грудка серые, на задней части боков имеются характерные для пастушков полосы. Самцы и самки выглядят почти одинаково, но последние меньше по размеру.

## Биология
В рацион входят черви, крабы, пауки, водные и наземные насекомые и их личинки, мелкая рыба и маленькие лягушки; также немного растительных веществ, в том числе семян; изредка падаль (раки, крабы, мелкие млекопитающие).
В кладке 2-6 яиц, насиживание продолжается около 20 дней. Насиживают как самка, так и самец.